# 涂鸦智能
涂鸦智能（Tuya Inc.）是一家总部位于中国杭州的物联网（IoT）云平台公司，成立于2014年，主要提供智能家居和物联网解决方案。涂鸦智能于2021年3月在纽约证券交易所上市（股票代码：TUYA）。